# لوس بانوس (کالیفرنیا)
لوس بانوس (به انگلیسی: Los Banos) شهری در شهرستان مرسد ایالت کالیفرنیا است که در سرشماری سال ۲۰۱۰ میلادی، ۳۵۹۷۲ نفر جمعیت داشته است.